# Mycetophila edwardsi
Mycetophila edwardsi es una especie de mosquito del género Mycetophila, categorizada en la tribu Mycetophilini, subfamilia Mycetophilinae.

## Distribución
Se distribuye por Europa: Noruega, Reino Unido, Alemania, Finlandia, Estonia, España, Suecia e Irlanda.

## Taxonomía
Fue descrita por Lundström en 1913.
Tratamiento taxonómico
La especie aparece registrada y publicada en Neue oder wenig bekannte europäische Mycetophiliden. III. Annales Historico-Naturales Musei Nationalis Hungarici 11: 305-322, pls. 15-16.